# 臼杵祇園まつり
臼杵祇園まつり（うすきぎおんまつり）は、大分県臼杵市にある八坂神社で7月中旬に行われる祇園祭。地元では、祇園様（ぎょんさま）と呼ばれる。日田祇園祭、中津祇園と並んで、大分の三大祇園祭のひとつに数えられている。また、平成20年（2008年）3月28日に大分県の無形民俗文化財に指定されている。

## 起源
寛永20年（1643年）、臼杵藩第4代藩主稲葉信通が海添の馬場に行宮を建て、御神幸を行ったのが始まりとされる。承応元年（1652年）から定例の行事となり、元禄10年（1697年）には歌舞伎などを行う移動舞台として山車が加わり、練物が始められた。

## 概要
祭の初日に行われる渡御（おわたり）では、神輿や山車を中心とした2,000人を超える行列が「ミョウサヤ、チョウサヤ」という掛け声とともに海添の御旅所に渡る。最終日の還御（おかえり）では、「アーナ、ナーゴリオーシヤナー」、「ミョウネンナ、チョウネンナ」という掛け声とともに元宮に戻る。
行列の先頭は槍振りと吹流しが務める。これは、臼杵藩初代藩主稲葉貞通が関ヶ原の戦いで当時領地であった郡上八幡を奪還した際の戦利品の鳥毛槍が、御旅所に奉献されていることに因むものである。槍振りの歩き方には、祭の場でも全国的に珍しくなった、江戸時代以前の歩き方とされるナンバ歩き（上体をひねらず、足と同じ側の腕を出す歩き方）が残っていることが特徴である。
行列に参加する3基の神輿は、八坂神社の祭神である須佐之男命、大国主命、櫛稲田姫命のものである。また、山車は、臼杵の市街地を形成する8つの町のうち、毎年順番に2つの町が当番制で担当している。